# LECOM Park
LECOM Park est un stade de baseball, d'une capacité de 8500 places, situé à Bradenton, dans l'État de Floride, aux États-Unis. Il est le stade des entraînements de printemps des Pirates de Pittsburgh, ainsi que le domicile des Marauders de Bradenton, club de baseball mineur évoluant en Ligue de l'État de Floride.
Construit en 1923, il est le plus ancien stade de la Ligue de l'État de Floride et le second plus ancien stade de baseball de Floride, derrière le Jackie Robinson Ballpark construit en 1914.